# Bybranden i Trondheim 1708
Bybranden i Trondheim 1708, også kendt som Lars With-branden, var en brand, der brød ud i Trondheim d. 2. august 1708 i den nordøstlige del af Midtbyen, hvor knap 460 bygninger samt en stor del af byen øst for Munkegata brændte ned. Branden regnes som en af de større bybrande i Trondheim målt på omfang.

## Forløb
Branden opstod i baggården til købmand Lars With, på hjørnet af Krambugata og Brattørgata. Den spredte sig hurtigt i den tæt bebyggede bykerne, men stoppede op ved Sanden og bryggerækkerne mod elven langs den nuværende Kjøpmannsgata.
Flere markante bygninger blev ramt af branden. Blandt andet brændte Nidarosdomen helt ned, undtagen stenmurerne, og Kongsgården fik store skader. Vår Frue kirke brændte også – kun ét år efter opførelsen af det nye tårn over vestskibet. Det gamle rådhus i Kongens gate, opført 1702–1706, brændte ligeledes ned.

## Genopbygning
Efter branden blev der fremsat forslag om murtvang af Johan Vibe, som var kommanderende general for det nordlige Norge. Han deltog aktivt i slukningsarbejdet og den efterfølgende genopbygning. Vibe argumenterede for, at man burde videreføre Cicignons byplan fra 1681, blandt andet baseret på erfaringerne fra denne brand, hvor Munkegata og Kjøpmannsgata fungerede som effektive brandbarierrer.
Han fremlagde herefter en række omfattende reguleringsforslag for kongen.
En ny byggelov blev, på kongens mandat, udarbejdet af Vibe og stiftamtmand Iver von Ahnen og fremlagt i januar 1709. Den foreskrev blandt andet, at nye bygårde skulle opføres i sten og murværk. Denne lov blev dog i vid udstrækning ikke fulgt under genopbygningen, hovedsageligt på grund af økonomiske hensyn, rigelig adgang til tømmer og manglende tilsyn fra magistratet.